# Sthenurus
Sthenurus war eine Gattung großer, ausgestorbener Kängurus. Die Tiere lebten in Australien bis ins späte Pleistozän.

## Merkmale
Der wissenschaftliche Name Sthenurus bedeutet so viel wie Tier mit kräftigem Schwanz. Die Benennung ist insofern eigenartig, als dass  damals (1873) nur Zähne, Unterkiefer und Schädelfragmente bekannt waren. Kurioser Weise hatten die Tiere allerdings tatsächlich robuste Schwänze, was sich zeigte als etwa hundert Jahre später vollständigere Skelette geborgen wurden.

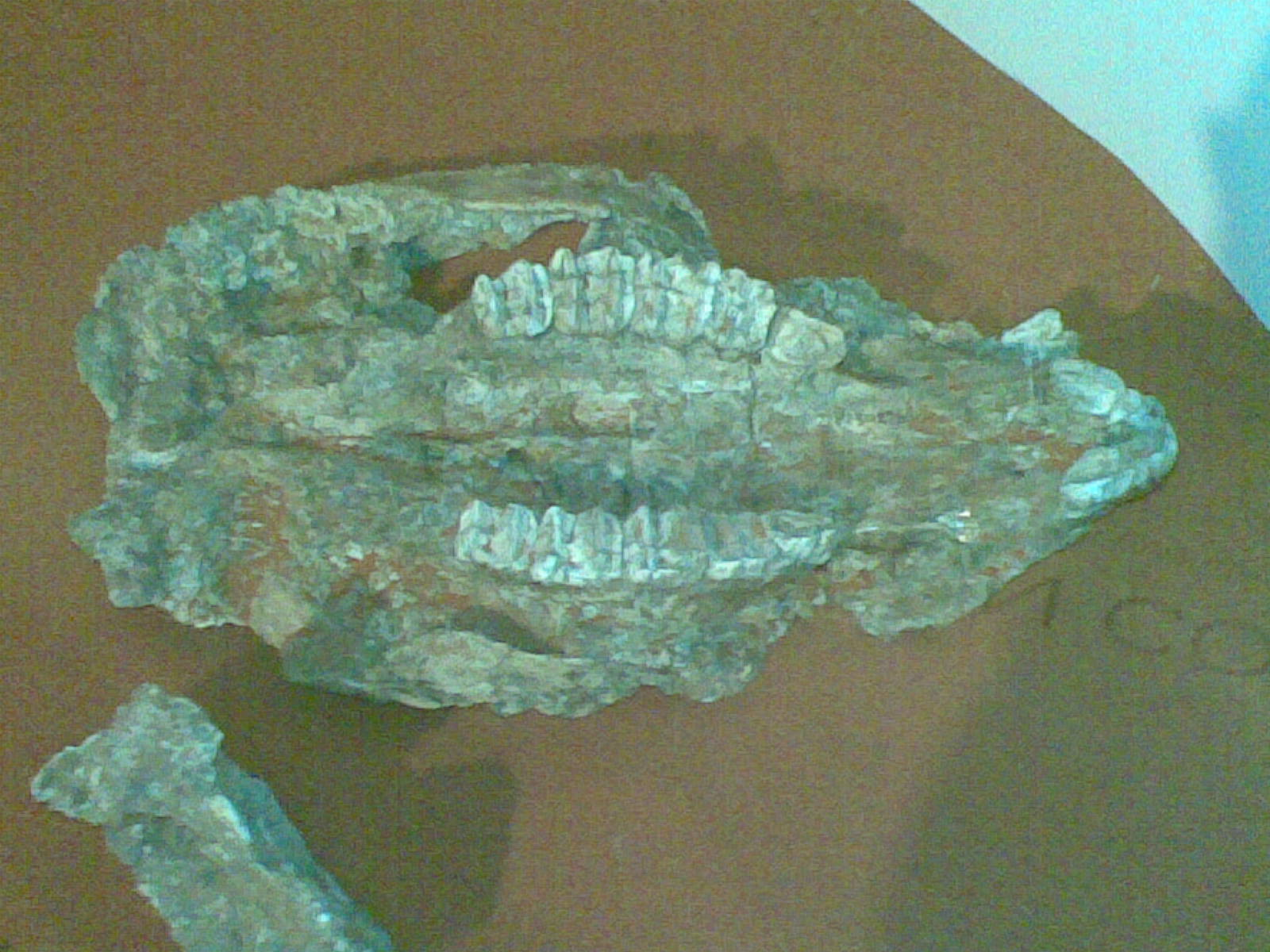
Unterseite eines Schädels von Sthenurus

Sthenurus gehörte wie Simosthenurus und Procoptodon in die Gattung der Sthenurinae. Im Vergleich zu diesen beiden Gattungen, die ebenfalls bis zum Ende des Pleistozän überlebten, hatte Sthenurus allerdings eine relativ lange Schnauze.

## Arten und zeitliche Verbreitung
Die Gattung Sthenurus scheint eine primitive Schwestergruppe der Simosthenurus-Procoptodon-Linie darzustellen und erscheint vor 4 Millionen Jahren erstmals im Fossilbericht. Alle Arten der Gattung verschwanden im späten Pleistozän, offenbar vor mindestens 30.000 Jahren. Eine Art des Spätpleistozän war etwa Sthenurus atlas.